# Стрілки (станція)
Стрі́лки — проміжна залізнична станція Львівської дирекції Львівської залізниці на лінії Самбір — Чоп між станціями Старий Самбір (14 км) та Ясениця (9 км). Розташована в селі Стрілки Самбірського району Львівської області.

## Історія
Станція відкрита 19 листопада 1904 року в складі залізниці Самбір — Стрілки. 24 серпня 1905 року відкрита дільниця залізниці до станції Сянки і станція отримала статус проміжної.
Первинна назва станції — Стржилки-Топільниця, впродовж 1940—1950-х років (не раніше 1949 року) мала назву — Стржилки. Сучасна назва вживається після 1952 року.
1968 року станція електрифікована постійним струмом (=3 кВ) в складі дільниці Самбір — Чоп.

## Пасажирське сполучення
На станції зупиняються приміські електропоїзди сполученням Львів — Сянки — Львів.